# Xã Jarvis, Quận Madison, Illinois
Xã Jarvis (tiếng Anh: Jarvis Township) là một xã thuộc quận Madison, tiểu bang Illinois, Hoa Kỳ. Năm 2010, dân số của xã này là 14.232 người.